# Morales (Cauca)
Morales – miasto w Kolumbii, w departamencie Cauca.